# Günther Harder (Theologe)

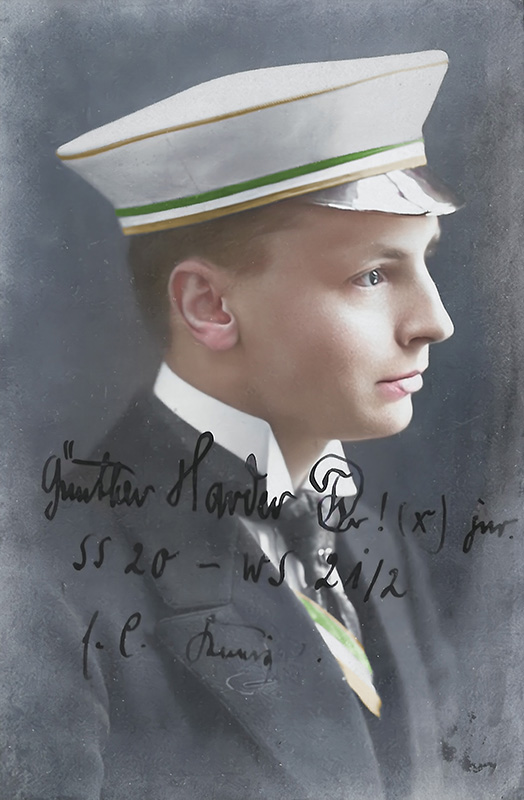
Günther Harder

Günther Harder  (* 13. Januar 1902 in Groß Breesen; † 14. September 1978 in Berlin) war ein deutscher evangelischer Pfarrer, Theologe und Hochschullehrer.

## Leben
Harder, ein Sohn des Pfarrers Richard Harder und seiner Ehefrau Magdalena, geb. Wendland, machte 1920 sein Abitur in Halberstadt und studierte anschließend Rechtswissenschaft an den Universitäten in Marburg und Berlin. In Marburg wurde er Mitglied des Marburger Wingolf. 1924 legte er in Berlin das Referendarexamen ab und wurde in Marburg zum Dr. jur. promoviert. Im selben Jahr begann er aber ein Studium der Evangelischen Theologie in Berlin, das er 1927 mit dem ersten theologischen Examen abschloss. Nach der Ordination 1929 trat er eine Pfarrstelle in Fehrbellin an. Unter der Anleitung von Adolf Deißmann schrieb er eine Untersuchung über Paulus und das Gebet, aufgrund der er 1934 in Berlin zum Lic. theol. promoviert wurde.
Schon seit 1933 gehörte Harder zum Pfarrernotbund und baute in der Provinz Brandenburg die Bekennende Kirche auf, zu deren radikalem, „dahlemitischem“ Flügel er gehörte. Er gehörte zum Bruderrat der Provinz, dessen Vorsitz er 1940 übernahm, und auch zum Bruderrat der Bekennenden Kirche der altpreußischen Union. 1935/36 betreute er Gerhard Ebeling als Vikar. 1936 übernahm Harder eine nebenamtliche Stelle als Dozent für Neues Testament an der illegalen Kirchlichen Hochschule Berlin. Mehrfach wurde er verhaftet und mit Gefängnis- oder Gehaltsstrafen belegt. Einer Verurteilung wegen Fluchthilfe für Arthur Nebe, Hans Bernd Gisevius und andere Beteiligte am Attentat vom 20. Juli 1944 durch den Volksgerichtshof entging er nur durch die Wirren der letzten Kriegswochen und die Flucht aus dem umkämpften Berlin.
Gleich nach Kriegsende wurde Harder zum Superintendenten des Kirchenkreises Nauen gewählt und bald auch in die Kirchenleitung der Kirchenprovinz Brandenburg berufen. Mit der Wiedereröffnung der Kirchlichen Hochschule übernahm er auch wieder seine Dozentur und wurde gleich zum Rektor gewählt. Um näher an diesem Arbeitsplatz zu sein, wechselte er 1947 in das Pfarramt der Berliner Dreifaltigkeitskirche und wurde Superintendent im Kirchenkreis Friedrichswerder. Da sein kirchliches Wirken sich immer mehr auf die Neuordnung von Recht und Verfassung der Evangelischen Kirche in Berlin-Brandenburg konzentrierte, wurde für ihn 1948 an der Kirchlichen Hochschule eine Professur für kirchliches Lehramt geschaffen. Daneben lehrte er weiter Neues Testament und leitete das Archiv zur Geschichte des Kirchenkampfes an der Hochschule. 1955 wurde seine Professur, zu der nun auch die Geschichte des Judentums gehörte, in eine hauptamtliche Stelle umgewandelt. 1957/58 übernahm er noch einmal das Rektorat. 1960 gründete er das Institut Kirche und Judentum, das er auch über seine Emeritierung 1972 hinaus bis 1974 leitete.
Harder war seit 1929 mit Käthe Fichtner aus Berlin verheiratet; sie hatten drei Töchter, darunter die Malerin und Schriftstellerin Jutta-Natalie Harder (1934–2024), und drei Söhne, darunter der Arzt und Schriftsteller Wolfgang Andreas Harder (* 1936).

## Bedeutung
Zu Harders besonderen Schwerpunkten gehörte das Bemühen um ein neues Verhältnis von Christen und Juden. 1960 gründete er das Institut Kirche und Judentum an der Hochschule, 1961 gehörte er zu den Gründern der AG Juden und Christen beim Deutschen Evangelischen Kirchentag, 1968 initiierte er die Einrichtung der Kommission Kirche und Judentum der Evangelischen Kirche in Deutschland. Früher als die meisten anderen evangelischen Theologen lehrte er die bleibende Erwählung des jüdischen Volkes.
1962 zeichnete die Theologische Fakultät der Universität Göttingen ihn mit der Ehrendoktorwürde aus. In Fehrbellin wurde der Günter-Harder-Ring nach ihm benannt.
Im Jahr 1977 wurde anlässlich Harders 75. Geburtstag eine Festschrift unter dem Titel „Treue zur Thora. Beiträge zur Mitte des christlich-Jüdischen Gesprächs“ veröffentlicht. Herausgeber war Harders Nachfolger im Amt des Direktors des Institut Kirche und Judentum, Peter von der Osten-Sacken.

## Schriften (Auswahl)
- Leitfaden des zweijährigen Konfirmandenunterrichts. Evangelische Verlagsanstalt, Berlin 1950.
- Kirche und Israel. Arbeiten zum christlich-jüdischen Verhältnis. Hrsg. von Peter von der Osten-Sacken. Institut Kirche und Judentum, Berlin 1986.

Als Herausgeber
- Eherecht und Menschenrechte. Beiträge zum grundsätzlichen Rechtsdenken aus biblischer Sicht. Berlin 1951.
- (mit Heinrich Vogel) Aufgabe und Weg der Kirchlichen Hochschule Berlin 1935–1955. Lettner, Berlin 1955.
- (mit Wilhelm Niemöller) Die Stunde der Versuchung, Gemeinden im Kirchenkampf 1933–1945. Selbstzeugnisse. Kaiser, München 1963.